# Красный Пень
Красный Пень — деревня в Себежском районе Псковской области России. Входит в состав городского поселения Идрица.

## География
Находится на юго-западе региона, в центральной части района, в лесной местности около озёр Карасинцы, Долгое.
Уличная сеть не развита.

## История
В 1802—1924 годах земли поселения входили в Себежский уезд Витебской губернии.
В 1941—1944 гг. местность находилась под фашистской оккупацией войсками Гитлеровской Германии.
До 1995 года деревня входила в Мостищенский сельсовет. Постановлением Псковского областного Собрания депутатов от 26 января 1995 года все сельсоветы в Псковской области были переименованы в волости и деревня стала частью Мостищенской волости.
В 2015 году Мостищенская волость, вместе с Красный Пень и другими населёнными пунктами, была влита в состав городского поселения Идрица.

## Население
| 2001 | 2002 | 2010 |
| ---- | ---- | ---- |
| 3    | ↗6   | ↘4   |

Согласно результатам переписи 2002 года, в национальной структуре населения русские составляли 100 % от общей численности в 6 чел..

## Инфраструктура
Личное подсобное хозяйство.

## Транспорт
Автобусное сообщение: Себеж — Красный Пень — Себеж (1 пара в день по будням).
Железнодорожное сообщение: станция Заваруйка Октябрьской железной дороги. По состоянию на октябрь 2020 года пригородное и пассажирское движение по станции отсутствует.